# Бектаскызы, Зере
Зере Бектаскызы (род. 26 августа 1994 года) — казахстанская дзюдоистка и самбистка.

## Карьера
Воспитанница семипалатинского дзюдо. Тренируется в спортивной академии «Семей» у заслуженного тренера Республики Казахстан по самбо Мерейгалы Кошкинов и старший тренера по самбо ВКО Биржан Имаханов.
На чемпионате Азии 2017 года завоевала бронзовую медаль в категории до 70 кг.
Чемпионка Казахстана 2017 года.
В самбо Зере становилась чемпионкой Азии среди молодежи, кадетов и среди женщин, а также обладательницей титула чемпионки мира среди молодежи.